# Hydrogamasus littoralis
Hydrogamasus littoralis is een mijtensoort uit de familie van de Ologamasidae. De wetenschappelijke naam van de soort werd voor het eerst geldig gepubliceerd in 1881 door Canestrini & Canestrini.